# Eleição municipal de Macaé em 2012
A eleição municipal da cidade brasileira de Macaé em 2012 ocorreu no dia 07 de outubro de 2012, como parte do conjunto de eleições municipais no Brasil que ocorreram no mesmo ano. Na ocasião, foram eleitos um prefeito, vice-prefeito e 17 vereadores para a Câmara Municipal da cidade.
A campanha eleitoral contou com a participação de 7 candidatos a prefeito. O prefeito em exercício, Riverton, do PMDB, não pôde se candidatar para uma nova reeleição devido ao limite estabelecido na Constituição Brasileira de no máximo dois mandatos executivos consecutivos por pessoa. O primeiro turno foi realizado em 07 de outubro de 2012. Dr. Aluízio, candidato pelo PV, foi eleito com 70.693 votos (65,62% dos votos válidos), seguido de Christino, do PSD, que obteve 30.391 votos (28,21%).
Na Câmara dos Vereadores, 250 candidatos concorreram ao pleito e 17 foram eleitos. Dentre os vereadores eleitos, 6 foram reeleitos. Os partidos que conquistaram o maior número de assentos foram PMDB e PT, com 5 assentos cada. Chico Machado foi o candidato mais votado, recebendo 3.939 votos (3,83% dos votos validos).  Os candidatos eleitos tomaram posse na Prefeitura de Macaé em 1 de janeiro de 2013 para exercerem um mandato de quatro anos.

## Candidaturas para a prefeitura
| Nº      | Prefeito(a)  | Prefeito(a)                                        | Prefeito(a)       | Prefeito(a)                                       | Vice-prefeito(a) | Vice-prefeito(a) | Vice-prefeito(a)                              | Vice-prefeito(a)  | Vice-prefeito(a)                                  | Coligação Partido(s)                                                                                                   | Ref. |
| Nº      | Candidato(a) | Candidato(a)                                       | Partido Federação | Cargos relevantes                                 | Candidato(a)     | Candidato(a)     | Candidato(a)                                  | Partido Federação | Cargos relevantes                                 | Coligação Partido(s)                                                                                                   | Ref. |
| ------- | ------------ | -------------------------------------------------- | ----------------- | ------------------------------------------------- | ---------------- | ---------------- | --------------------------------------------- | ----------------- | ------------------------------------------------- | --- | ---- |
| 16      |              | Mateus Ribeiro Mateus Ribeiro Campos               | PSTU              | - Petroleiro                                      |                  |                  | Roberta Maiani Roberta Correia Maiani         | PSTU              | - Professor De Ensino Médio                       | Sem coligação |      |
| 19      |              | Fred Carlos Frederico Kohler                       | PTN               | - Professor De Ensino Superior                    |                  |                  | Edson Filho Edson Souza Filho                 | PTN               | - Administrador                                   | Sem coligação |      |
| 23      |              | Junior Do Transporte Roberto Alves Ferreira Junior | PPS               | - Comerciante                                     |                  |                  | Claudinho Da Ração Luis Claudio Marins Franca | PPS               | - Empresário                                      | Fala Macaé PTB PPS PTC                                                                                                 |      |
| 25      |              | Pastor Nilson Mendonça Nilson Barreto Mendonça     | DEM               | - Sacerdote Ou Membro De Ordem Ou Seita Religiosa |                  |                  | Marcos Kobi Marcos De Souza Kobi              | DEM               | - Sacerdote Ou Membro De Ordem Ou Seita Religiosa | Por Amor A Vida PR DEM                                                                                                 |      |
| 43      |              | Dr. Aluízio Aluízio Dos Santos Junior              | PV                | - Médico                                          |                  |                  | Danilo Funke Danilo Funke Leme                | PV                | - Bancário E Economiário                          | Coragem Para Mudar PT PSC PHS PV PPL PCdoB                                                                             |      |
| 50      |              | Rafael Do Psol Rafael Da Anunciação                | PSOL              | - Aposentado (Exceto Servidor Público)            |                  |                  | Valdete Valdete Pergentino De Souza Jesus     | PSOL              | - Empresário                                      | Sem coligação |      |
| 55      |              | Christino Christino Aureo Da Silva                 | PSD               | - Veterinário                                     |                  |                  | Dr. Pedro Reis Pedro Reis Pereira             | PSD               | - Médico                                          | Juntos Por Macaé: de Maos Dadas no Presente, Olhando Para Frente. PRB PP PDT PMDB PSL PSDC PRTB PSB PRP PSDB PSD PTdoB |      |
| Fontes: |              |                                                    |                   |                                                   |                  |                  |                                               |                   |                                                   | |      |

## Candidatos à vereança
| Coligação                                                  | Partido | Partido | Candidaturas |
| ---------------------------------------------------------- | ------- | ------- | ------------ |
| Fala Macaé (33 candidatos)                                 |         | PPS     | 25           |
| Fala Macaé (33 candidatos)                                 |         | PTB     | 6            |
| Fala Macaé (33 candidatos)                                 |         | PTC     | 2            |
| Renova Macaé (33 candidatos)                               |         | PSL     | 12           |
| Renova Macaé (33 candidatos)                               |         | PSB     | 8            |
| Renova Macaé (33 candidatos)                               |         | PRTB    | 6            |
| Renova Macaé (33 candidatos)                               |         | PSD     | 3            |
| Renova Macaé (33 candidatos)                               |         | PDT     | 3            |
| Renova Macaé (33 candidatos)                               |         | PP      | 1            |
| Macaé Progressista E Sustentavel Por + 200 (32 candidatos) |         | PCdoB   | 23           |
| Macaé Progressista E Sustentavel Por + 200 (32 candidatos) |         | PSC     | 7            |
| Macaé Progressista E Sustentavel Por + 200 (32 candidatos) |         | PHS     | 2            |
| Coragem Para Renovar (32 candidatos)                       |         | PV      | 22           |
| Coragem Para Renovar (32 candidatos)                       |         | PT      | 9            |
| Coragem Para Renovar (32 candidatos)                       |         | PPL     | 1            |
| Juntos Por Macaé (31 candidatos)                           |         | PMDB    | 20           |
| Juntos Por Macaé (31 candidatos)                           |         | PRB     | 11           |
| Por Amor A Vida (31 candidatos)                            |         | PR      | 18           |
| Por Amor A Vida (31 candidatos)                            |         | DEM     | 13           |
| Trabalhando Com A Verdade (31 candidatos)                  |         | PSDC    | 15           |
| Trabalhando Com A Verdade (31 candidatos)                  |         | PTdoB   | 9            |
| Trabalhando Com A Verdade (31 candidatos)                  |         | PSDB    | 7            |
|                                                            | PSOL    | 12      |              |
|                                                            | PTN     | 10      |              |
|                                                            | PMN     | 3       |              |
|                                                            | PSTU    | 2       |              |
| Fontes:                                                    |         |         |              |

## Resultados da eleição

### Prefeito
| Candidato(a) a prefeito  | Candidato(a) a prefeito      | Candidato(a) a vice-prefeito | Primeiro turno 07 de outubro de 2012 | Primeiro turno 07 de outubro de 2012 |
| Candidato(a) a prefeito  | Candidato(a) a prefeito      | Candidato(a) a vice-prefeito | Total                                | Percentagem                          |
| ------------------------ | ---------------------------- | ---------------------------- | ------------------------------------ | ------------------------------------ |
|                          | Dr. Aluizio (PV)             | Danilo Funke (PV)            | 70.693                               | 65,62%                               |
|                          | Christino (PSD)              | Dr. Pedro Reis (PSD)         | 30.391                               | 28,21%                               |
|                          | Pastor Nilson Mendonça (DEM) | Marcos Kobi (DEM)            | 4.271                                | 3,96%                                |
|                          | Mateus Ribeiro (PSTU)        | Roberta Maiani (PSTU)        | 1.416                                | 1,31%                                |
|                          | Junior Do Transporte (PPS)   | Claudinho Da Ração (PPS)     | 595                                  | 0,55%                                |
|                          | Rafael Do Psol (PSOL)        | Valdete (PSOL)               | 372                                  | 0,35%                                |
|                          | Fred (PTN)                   | Edson Filho (PTN)            | 0                                    | 0%                                   |
| Total de votos válidos   | Total de votos válidos       | Total de votos válidos       | 107.738                              | 107.738                              |
| Votos apurados           |                              |                              |                                      |                                      |
| Votos válidos            | Votos válidos                | Votos válidos                | 107.738                              | 90,83%                               |
| Votos em branco          | Votos em branco              | Votos em branco              | 4.037                                | 3,4%                                 |
| Votos nulos              | Votos nulos                  | Votos nulos                  | 6.844                                | 5,77%                                |
| Total de votos apurados  | Total de votos apurados      | Total de votos apurados      | 118.619                              | 118.619                              |
| Eleitores                |                              |                              |                                      |                                      |
| Comparecimentos          | Comparecimentos              | Comparecimentos              | 118.619                              | 82,35%                               |
| Abstenções               | Abstenções                   | Abstenções                   | 25.425                               | 17,65%                               |
| Total de eleitores aptos | Total de eleitores aptos     | Total de eleitores aptos     | 144.044                              | 144.044                              |
| Total de seções: 401     |                              |                              |                                      |                                      |
| Fontes:                  |                              |                              |                                      |                                      |

### Composição da Câmara Municipal
|                          |                          |                 |                 |          |         |
| Nº                       | Partido                  | Votos populares | Votos populares | Assentos | ±       |
| Nº                       | Partido                  | Votos           | %               | Assentos | ±       |
| 15                       | PMDB                     | 22.972          | 20,98%          | 5        | Estável |
| 13                       | PT                       | 14.856          | 13,57%          | 5        | 4       |
| 23                       | PPS                      | 10.221          | 9,33%           | 2        | Estável |
| 17                       | PSL                      | 7.288           | 6,65%           | 2        | 2       |
| 43                       | PV                       | 21.463          | 19,6%           | 1        | 1       |
| 22                       | PR                       | 5.300           | 4,84%           | 1        | 1       |
| 54                       | PPL                      | 2.690           | 2,46%           | 1        | 1       |
| 10                       | PRB                      | 3.771           | 3,44%           | 0        | -       |
| 65                       | PCdoB                    | 3.484           | 3,18%           | 0        | -       |
| 70                       | PTdoB                    | 2.988           | 2,73%           | 0        | 2       |
| 12                       | PDT                      | 1.863           | 1,7%            | 0        | -       |
| 45                       | PSDB                     | 1.819           | 1,66%           | 0        | 1       |
| 25                       | DEM                      | 1.555           | 1,42%           | 0        | -       |
| 27                       | PSDC                     | 1.334           | 1,22%           | 0        | -       |
| 14                       | PTB                      | 1.252           | 1,14%           | 0        | -       |
| 40                       | PSB                      | 1.208           | 1,1%            | 0        | -       |
| 28                       | PRTB                     | 1.125           | 1,03%           | 0        | -       |
| 55                       | PSD                      | 1.069           | 0,98%           | 0        | -       |
| 19                       | PTN                      | 771             | 0,7%            | 0        | 1       |
| 20                       | PSC                      | 744             | 0,68%           | 0        | -       |
| 11                       | PP                       | 709             | 0,65%           | 0        | -       |
| 50                       | PSOL                     | 428             | 0,39%           | 0        | -       |
| 16                       | PSTU                     | 212             | 0,19%           | 0        | -       |
| 36                       | PTC                      | 174             | 0,16%           | 0        | -       |
| 31                       | PHS                      | 159             | 0,15%           | 0        | -       |
| 33                       | PMN                      | 59              | 0,05%           | 0        | -       |
| Total de votos válidos   | Total de votos válidos   | 109.514         | 109.514         | 17       | 17      |
| Votos apurados           |                          |                 |                 | 17       | 17      |
| Total de votos válidos   | Total de votos válidos   | 109.514         | 92,32%          | 17       | 17      |
| Votos em branco          | Votos em branco          | 3.607           | 3,04%           | 17       | 17      |
| Votos nulos              | Votos nulos              | 5.498           | 4,64%           | 17       | 17      |
| Total de votos apurados  | Total de votos apurados  | 118.619         | 118.619         | 17       | 17      |
| Eleitores                |                          |                 |                 | 17       | 17      |
| Comparecimentos          | Comparecimentos          | 118.619         | 82,35%          | 17       | 17      |
| Abstenções               | Abstenções               | 25.425          | 17,65%          | 17       | 17      |
| Total de eleitores aptos | Total de eleitores aptos | 144.044         | 144.044         | 17       | 17      |
| Fontes:                  |                          |                 |                 |          |         |

### Vereadores eleitos
| Candidato(a) | Candidato(a)         | Partido | Votos | Votos       | Cidade de origem       | Unidade federativa/País |
| Candidato(a) | Candidato(a)         | Partido | Total | Percentagem | Cidade de origem       | Unidade federativa/País |
| ------------ | -------------------- | ------- | ----- | ----------- | ---------------------- | ----------------------- |
|              | Chico Machado        | PMDB    | 3.939 | 3,83%       | Macaé                  | Rio de Janeiro          |
|              | Guto Garcia          | PT      | 3.552 | 3,46%       | Macaé                  | Rio de Janeiro          |
|              | George Jardim        | PMDB    | 3.232 | 3,15%       | Casimiro de Abreu      | Rio de Janeiro          |
|              | Paulo Antunes        | PMDB    | 2.665 | 2,59%       | Macaé                  | Rio de Janeiro          |
|              | Dr. Lucio Mauro      | PMDB    | 2.648 | 2,58%       | Macaé                  | Rio de Janeiro          |
|              | Julinho Do Aeroporto | PPL     | 2.642 | 2,57%       | Macaé                  | Rio de Janeiro          |
|              | Renata Paes          | PV      | 2.608 | 2,54%       | Macaé                  | Rio de Janeiro          |
|              | Boca                 | PMDB    | 2.399 | 2,34%       | Trajano de Moraes      | Rio de Janeiro          |
|              | Igor Sardinha        | PT      | 2.109 | 2,05%       | Macaé                  | Rio de Janeiro          |
|              | Maxwell Vaz          | PT      | 2.073 | 2,02%       | Santo Antônio de Pádua | Rio de Janeiro          |
|              | Luciano Diniz        | PT      | 2.033 | 1,98%       | Macaé                  | Rio de Janeiro          |
|              | Cesinha              | PSL     | 2.008 | 1,95%       | Rio de Janeiro         | Rio de Janeiro          |
|              | Marcel Silvano       | PT      | 2.005 | 1,95%       | Macaé                  | Rio de Janeiro          |
|              | Dr. Eduardo          | PPS     | 1.778 | 1,73%       | Rio de Janeiro         | Rio de Janeiro          |
|              | Amaro Luiz           | PSL     | 1.710 | 1,66%       | Rio de Janeiro         | Rio de Janeiro          |
|              | Welberth             | PPS     | 1.594 | 1,55%       | Rio de Janeiro         | Rio de Janeiro          |
|              | Manoel Das Malvinas  | PR      | 837   | 0,81%       | Macaé                  | Rio de Janeiro          |
| Fontes:      |                      |         |       |             |                        |                         |